# Новософіївка (Баштанський район)
Новософі́ївка —  село в Україні, у Горохівській сільській громаді Баштанського району Миколаївської області. Населення становить 559 осіб.

## Населення

### Мова
Розподіл населення за рідною мовою за даними перепису 2001 року:
| Мова            | Кількість | Відсоток |
| --------------- | --------- | -------- |
| українська      | 505       | 90.34%   |
| російська       | 47        | 8.40%    |
| білоруська      | 3         | 0.54%    |
| румунська       | 1         | 0.18%    |
| болгарська      | 1         | 0.18%    |
| інші/не вказали | 2         | 0.36%    |
| Усього          | 559       | 100%     |